# Hanneke Oosterwegel
Hanneke Oosterwegel (Diepenveen, 10 december 1996) is een Nederlands atlete. Zij is gespecialiseerd in de sprintafstand 400 m en werd op deze afstand in 2022 Nederlands kampioene. Ze is lid van de atletiekvereniging AV Daventria 1906.

## Biografie
Als junior kwalificeerde Oosterwegel zich voor de Europese kampioenschappen U23 op de 400 m horden. Op het laatste moment moest zij echter verstek laten gaan. In 2017 werd ze genomineerd als sportvrouw van het jaar in Deventer.
Op de NK in 2021 won Oosterwegel een bronzen medaille op de 400 m. Mede door dit resultaat werd Oosterwegel opgenomen op de reservelijst van de Olympische Spelen van 2020 in Tokio voor de vrouwen op de 4 × 400 m estafette en de 4 × 400 m gemengde estafette. Hannekes zus Emma Oosterwegel won op de zevenkamp op deze Olympische Spelen een bronzen medaille. Zelf kwam Hanneke Oosterwegel niet in actie.
In 2022 werd Oosterwegel nationaal kampioene op de 400 m. Datzelfde jaar ging ze als reserve mee naar de EK in München. Op de wereldkampioenschappen van 2022 maakte ze onderdeel uit van de selectie voor de 4 × 400 m estafette. In het Amerikaanse Eugene werd ze met de Nederlandse estafetteploeg gediskwalificeerd na een foutieve wissel.

## Persoonlijk
Hannekes zus Emma Oosterwegel is ook atlete en is ook lid van AV Daventria 1906. Emma kwam uit op de Olympische Spelen van 2020, de WK van 2022 en de Olympische Spelen van 2024. Hannekes vader is eigenaar van de atletiekvereniging AV Daventria 1906. In 2017 studeerde Hanneke scheikunde in de Verenigde Staten, waar ze dit combineerde met haar leven als atlete.

### Nationale kampioenschappen
| Onderdeel | Titel                | Jaar |
| --------- | -------------------- | ---- |
| 400 m     | Nederlands kampioene | 2022 |

## Persoonlijke records
Outdoor
| Onderdeel    | Prestatie | Datum        | Plaats    |
| ------------ | --------- | ------------ | --------- |
| 100 m        | 11,90 s   | 13 mei 2017  | St. Paul  |
| 400 m        | 53,44 s   | 27 juni 2021 | Breda     |
| 100 m horden | 13,99 s   | 12 mei 2017  | St. Paul  |
| 400 m horden | 58,07 s   | 27 mei 2017  | Bradenton |

Indoor
| Onderdeel   | Prestatie | Datum            | Plaats     |
| ----------- | --------- | ---------------- | ---------- |
| 200 m       | 24,53 s   | 10 maart 2017    | Birmingham |
| 400 m       | 54,73 s   | 5 februari 2023  | Apeldoorn  |
| 60 m horden | 8,71 s    | 16 februari 2018 | Brookings  |

## Palmares

### 400 m
- 2020: 5e NK indoor - 55,51 s (in serie 54,97 s)
- 2021:  Gouden Spike - 54,60 s
- 2021:  NK – 53,44 s
- 2022:  FBK Games - 53,55 s
- 2022:  Gouden Spike - 53,66 s
- 2022:  NK – 53,52 s

### 4 × 400 m
- 2022: DQ in serie WK